# تيري فاريل
تيري فاريل (بالإنجليزية: Terry Farrell)‏ هي عارضة وممثلة أمريكية، ولدت في 19 نوفمبر 1963 في الولايات المتحدة.

## أعمال

### مسلسلات
- بيكر
- ديب سبيس ناين

## وصلات خارجية
- تيري فاريل على موقع IMDb (الإنجليزية)
- تيري فاريل على موقع روتن توميتوز (الإنجليزية)
- تيري فاريل على موقع ألو سيني (الفرنسية)
- تيري فاريل على موقع تيرنر كلاسيك موفيز (الإنجليزية)
- تيري فاريل على موقع أول موفي (الإنجليزية)
- تيري فاريل على موقع قاعدة بيانات الأفلام السويدية (السويدية)
- تيري فاريل على موقع إن إن دي بي (الإنجليزية)
- تيري فاريل على موقع قاعدة بيانات الفيلم (الإنجليزية)
- تيري فاريل على موقع كينوبويسك (الروسية)